# Идън
Идън (на английски: Eden) е град в окръг Джеръм, щата Айдахо, САЩ. Идън е с население от 411 жители (2000) и обща площ от 0,8 km². Намира се на 1208 m надморска височина. ЗИП кодът му е 83325, а телефонният му код е 208.